# Oskar Pichler

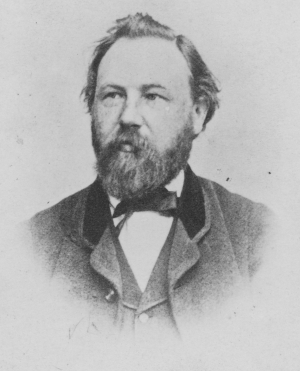
Fotografie von Oskar Pichler

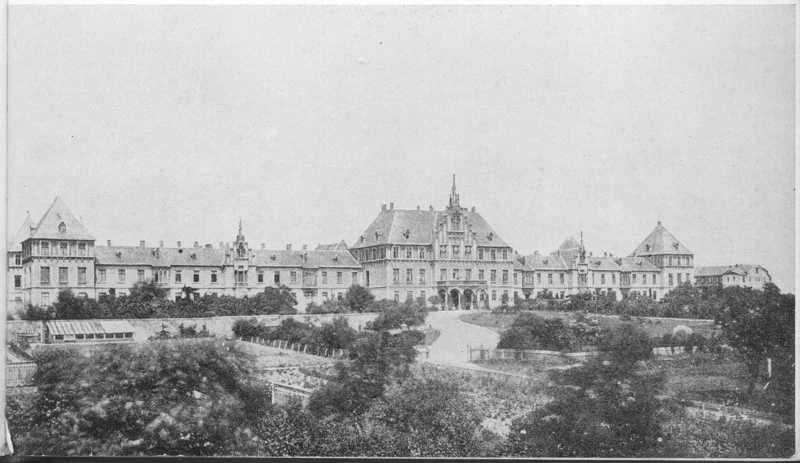
Anstalt für Irre und Epileptische, 1859–63

Ernst Oskar Wunibald Pichler (* 17. September 1826 in Frankfurt am Main; † 31. Mai 1865 ebenda) war ein deutscher Architekt.

## Leben und Wirken
Oskar Pichler besuchte die Gewerbeschule Frankfurt am Main und die Architekturklasse der Frankfurter Städelschule. Als Maurergeselle zog er ab 1845 durch Süddeutschland und Österreich; in Baden, München, Linz und Wien konnte er erste Erfahrungen sammeln.
1849 kehrte er nach Frankfurt zurück und gründete 1852 ein eigenes Büro, von dem er zunächst Arbeiten an Wohnbauten, Geschäftshäusern und kleineren Villen leitete, so z. B. die Villa Keßler an der Bockenheimer Landstraße und auch das Verlagshaus der Villa Schott in Mainz.
Im Jahre 1856 gewann Pichler den Wettbewerb für einen Neubau für die Anstalt für Irre und Epileptische. Im Zuge der weiteren Planungen unternahm er zusammen mit dem leitenden Arzt Heinrich Hoffmann Reisen zu bestehenden Irrenanstalten, auch nach Großbritannien und Frankreich. In den Jahren 1859 bis 1863 wurde im Stil der Neugotik auf dem Gelände des Affensteins, einem Hügel westlich des damaligen Stadtbezirks Frankfurts, die moderne Anstalt errichtet.
Es folgte die Landes-Irrenanstalt in Hildburghausen (1862–1866) und postum das Bürgerhospital Senckenberg in Frankfurt am Main (1870–1874 nach Pichlers Plänen). Weitere Wettbewerbserfolge und -preise Pichlers waren das Frankfurter Gefängnis (nicht ausgeführt), ein erster Preis für die Schützenhalle Frankfurt (1861), zweite Preise für das Rathaus in Innsbruck (1862), das Gebäude für die Vereinigten Großherzoglichen Sammlungen in Karlsruhe (1863), die Volkshalle Linz (1863) und das Kammergebäude in Den Haag (1865), vierzehn Villenentwürfe für den Großherzog von Weimar (1861). Im Frühjahr des Jahres 1865 unternahm Pichler eine Reise nach Den Haag, wobei er sich durch das feuchte Frühlingswetter erkältete und im Mai 1865 in Frankfurt verstarb.
Pichlers Tochter Karoline (1855–1923) arbeitete als Musikhistorikerin und veröffentlichte die Geschichte der Musik in Frankfurt am Main vom Anfange des 14. bis zum Anfange des 18. Jahrhunderts. Sie war mit dem Kunsttheoretiker Veit Valentin (1842–1900) verheiratet. Ihr Sohn Veit Valentin, Oskar Pichlers Enkel, einer der wenigen demokratisch gesinnten deutschen Historiker vor 1945, verfasste die bisher umfangreichste Untersuchung zur Revolution von 1848/1849, unter anderem auch Biografien über Friedrich II. von Preußen und Otto von Bismarck.